# رئيس مجلس نواب الشعب (تونس)
رئيس مجلس نواب الشعب وسابقا رئيس مجلس النواب وقبلها رئيس مجلس الأمة، هو رئيس مجلس نواب الشعب وهو المجلس الأدنى في البرلمان التونسي.

يجري انتخاب رئيس المجلس من بين أعضائه في أول جلسة بعد إعادة انتخابه ولمدة 5 سنوات. انتخابات أول رئيس لمجلس نواب الشعب كانت في 4 ديسمبر 2014، وأول رئيس هو محمد الناصر من حزب نداء تونس.

قبل إصدار دستور تونس 2014، عرفت تونس رؤساء المجلس القومي التأسيسي (1956-1959)، مجلس النواب (1959-2011)، مجلس المستشارين (2002-2011) ثم المجلس الوطني التأسيسي (2011-2014).

## التاريخ

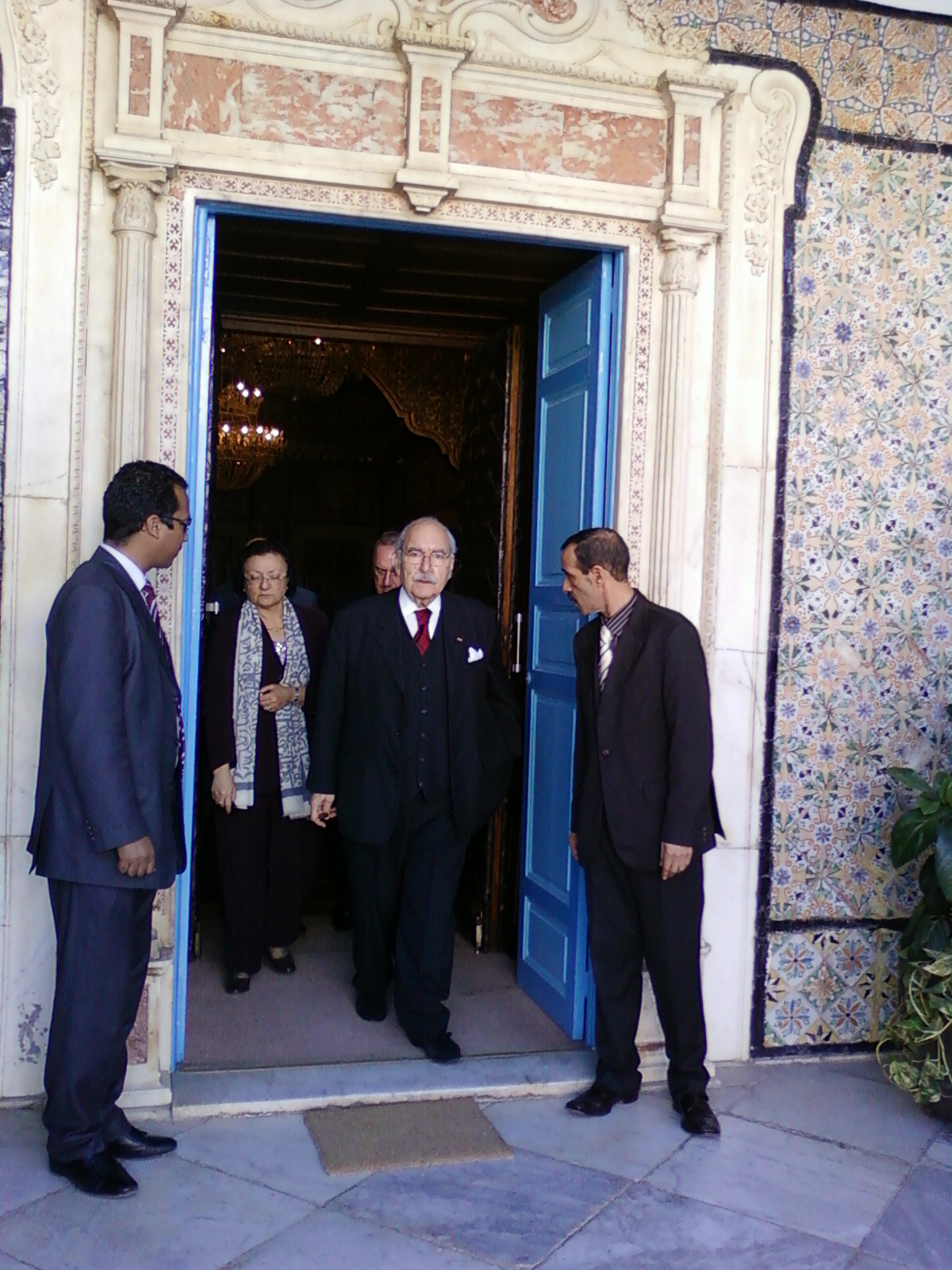
فؤاد المبزع رئيس مجلس النواب يصبح في هذه الصورة رئيس مؤقتا للجمهورية وهو هنا داخل المجلس.

قبل الثورة التونسية في 2011، كان يوجد رئيس المجلس الوطني التونسي (1959-1981) ثم مجلس النواب (1981-2011).

بعد الثورة التونسية في 2011، أصبح رئيس مجلس النواب أنذاك فؤاد المبزع رئيسا مؤقتا للجمهورية بموجب الفصل 57 من دستور تونس 1959 بعد هروب الرئيس زين العابدين بن علي من البلاد.
أصدر رئيس الجمهورية قيس سعيد يوم 25 يوليو 2021 قرارا بتجميد البرلمان، فيما يُعرف بـ الأزمة السياسية التونسية، وفي 22 سبتمبر 2021، أصدر قيس سعيد أمرا رئاسيا يقضي في فصله الثالث بـ"وضع حد لكافة المنح والامتيازات المسندة لرئيس مجلس نواب الشعب وأعضائه"، بينما لم يرد في الأمر ذكر لإنتفاء صفة رئيس المجلس عن راشد الغنوشي. وفي 30 مارس 2022 جرى حل البرلمان.

## المهام
رئيس مجلس نواب الشعب:
- يشارك في جلسات مجلس الأمن الوطني ويعطي موافقته على بعث قوة عسكرية خارج حدود الوطن لمدة أقل من 60 يوم.
- يتم استشارته من قبل رئيس الجمهورية التونسية لاتخاذ التدابير اللازمة والاستثنائية في الحالات الخاصة والتي تستحق ذلك.
- يتلقى تقارير من مختلف المحاكم والهيئات المستقلة.
- يبعث مشاريع القوانين الدستورية والنظام الداخلي للمجلس إلى المحكمة الدستورية.

بعد الانتخابات التشريعية، رئيس المجلس المنتهية ولايته يقوم باستدعاء النواب الجدد وأعضاء البرلمان الجديد للجلسة الافتتاحية له.

على عكس النظام المتبع تحت دستور تونس 1959 و دستور تونس 2014 السابقين ، فإن رئيس المجلس لا يتحمل مسؤولية تولي رئاسة الجمهورية التونسية في حالة شغور المنصب نهائيا ، وأصبحت بموجب دستور تونس 2022 من مهام رئيس المحكمة الدستورية.

## القائمة

### المجلس التأسيسي (1956-1959)
| الاسم | الاسم          | الاسم | تواريخ العهدة | تواريخ العهدة | الحزب                      | المجلس النيابي         |
| ----- | -------------- | ----- | ------------- | ------------- | -------------------------- | ---------------------- |
| 1     | الحبيب بورقيبة |       | 9 أبريل 1956  | 15 أبريل 1956 | الحزب الحر الدستوري الجديد | المجلس القومي التأسيسي |
| 2     | الجلولي فارس   |       | 17 أبريل 1956 | 1 يونيو 1959  | الحزب الحر الدستوري الجديد | المجلس القومي التأسيسي |

### رئيس المجلس الوطني (1959-1981) ثم رئيس مجلس النواب (1959-2011)
| الاسم | الاسم                    | الاسم | تواريخ العهدة  | تواريخ العهدة  | الحزب                      | المجلس النيابي                                                                                        |
| ----- | ------------------------ | ----- | -------------- | -------------- | -------------------------- | --- |
| 1     | الجلولي فارس             |       | 1 يونيو 1959   | 1964           | الحزب الحر الدستوري الجديد | المدة النيابية الأولى                                                                                 |
| 2     | الصادق المقدم            |       | 1964           | 1981           | مستقل                      | المدة النيابية الثانية المدة النيابية الثالثة المدة النيابية الرابعة المدة النيابية الخامسة           |
| 3     | محمود المسعدي            |       | نوفمبر 1981    | أكتوبر 1987    | مستقل                      | المدة النيابية السادسة المدة النيابية السابعة                                                         |
| 4     | رشيد صفر                 |       | 13 أكتوبر 1987 | 14 أكتوبر 1988 | الحزب الاشتراكي الدستوري   | المدة النيابية السابعة                                                                                |
| 5     | صلاح الدين بالي          |       | 14 أكتوبر 1988 | 13 مارس 1990   | مستقل                      | المدة النيابية السابعة المدة النيابية الثامنة                                                         |
| 6     | الباجي قائد السبسي       |       | 14 مارس 1990   | 9 أكتوبر 1991  | التجمع الدستوري الديمقراطي | المدة النيابية الثامنة                                                                                |
| 7     | الحبيب بولعراس           |       | 10 أكتوبر 1991 | 14 أكتوبر 1997 | التجمع الدستوري الديمقراطي | المدة النيابية الثامنة المدة النيابية التاسعة                                                         |
| 8     | فؤاد المبزع              |       | 14 أكتوبر 1997 | 15 يناير 2011  | التجمع الدستوري الديمقراطي | المدة النيابية التاسعة المدة النيابية العاشرة المدة النيابية الحادية عشرة المدة النيابية الثانية عشرة |
| -     | الصحبي القروي (بالنيابة) |       | 15 يناير 2011  | 23 مارس 2011   | التجمع الدستوري الديمقراطي | المدة النيابية الثانية عشرة                                                                           |

### المجلس التأسيسي (2011-2014)
| الاسم | الاسم         | الاسم | تواريخ العهدة  | تواريخ العهدة | الحزب                                                    | المجلس النيابي         |
| ----- | ------------- | ----- | -------------- | ------------- | -------------------------------------------------------- | ---------------------- |
| 1     | مصطفى بن جعفر |       | 22 نوفمبر 2011 | 2 ديسمبر 2014 | التكتل الديمقراطي من أجل العمل والحريات (تحالف الترويكا) | المجلس الوطني التأسيسي |

### مجلس نواب الشعب (منذ 2014)
| الاسم | الاسم                      | الاسم     | تواريخ العهدة  | تواريخ العهدة  | الحزب                                | المجلس النيابي                       |
| ----- | -------------------------- | --------- | -------------- | -------------- | ------------------------------------ | ------------------------------------ |
| 1     | محمد الناصر                |           | 4 ديسمبر 2014  | 25 يوليو 2019  | نداء تونس                            | المدة النيابية الأولى                |
| -     | عبد الفتاح مورو (بالنيابة) |           | 25 يوليو 2019  | 13 نوفمبر 2019 | حركة النهضة                          | المدة النيابية الأولى                |
| 2     | راشد الغنوشي               |           | 13 نوفمبر 2019 | 30 مارس 2022   | حركة النهضة                          | المدة النيابية الثانية               |
| -     | منصب شاغر                  | منصب شاغر | 30 مارس 2022   | 13 مارس 2023   | الأزمة السياسية التونسية 2021 - 2023 | الأزمة السياسية التونسية 2021 - 2023 |
| 3     | إبراهيم بودربالة           |           | 13 مارس 2023   | حتى الآن       | مستقل                                | المدة النيابية الثالثة               |

## مقالات ذات صلة
- مجلس نواب الشعب (تونس)
- مجلس النواب (تونس)
- مجلس المستشارين (تونس)
- المجلس القومي التأسيسي التونسي 1956
- المجلس الوطني التأسيسي التونسي (2011-2014)

## روابط خارجية
- الرسمي نسخة محفوظة 11 يوليو 2021 على موقع واي باك مشين..